# 54 Ceti
54 Ceti, som är stjärnans äldre Flamsteed-beteckning, är en ensam stjärna nu belägen i den södra delen av stjärnbilden Väduren, idag även känd under stjärnkatalogbeteckningar som HD 11257 eller HR 534. Trots sin Flamsteed-beteckning tillhör den inte Valfiskens stjärnbild. Den ligger på gränsen mellan stjärnbilderna och fick byta tillhörighet vid översynen av gränser mellan stjärnbilderna år 1930. Den har en genomsnittlig skenbar magnitud på ca 5,94 och är svagt synlig för blotta ögat där ljusföroreningar ej förekommer. Baserat på parallax enligt Gaia Data Release 2 på ca 23,8 mas, beräknas den befinna sig på ett avstånd på ca 137 ljusår (ca 42 parsek) från solen. Den rör sig bort från solen med en heliocentrisk radialhastighet av ca 11 km/s. Stjärnan ligger nära ekliptikan, vilket gör att den kan vara föremål för ockultationer av månen och antas tillhöra rörelsegruppen Ursa Major, som har en beräknad ålder på 500 ± 100 miljoner år.

## Egenskaper
54 Ceti är en vit till blå stjärna i huvudserien av spektralklass F2 Vw, där w anger att den har svaga absorptionslinjer i spektrumet. Den har en massa som är ca 1,5 solmassor, en radie som är ca 1,6 solradier och utsänder ca 6 gånger mera energi än solen från dess fotosfär vid en effektiv temperatur av ca 7 100 K.
Stjärnan varierar mellan visuell magnitud +5,93 och 5,97 och varierar utan någon fastslagen periodicitet.